# Mesochorus elongatus
Mesochorus elongatus är en stekelart som beskrevs av Dasch 1971. Mesochorus elongatus ingår i släktet Mesochorus och familjen brokparasitsteklar. Inga underarter finns listade i Catalogue of Life.